# Protéine Tax
Pour les articles homonymes, voir Tax.
La protéine Tax (de Transactivator of pX) est une oncoprotéine virale exprimée par le rétrovirus T-lymphotrope humain de type 1 (HTLV-1). Elle a des fonctions de transactivateur transcriptionnel et a une grande responsabilité dans le développement des pathologies liées à HTLV-1 telle la leucémie à lymphocytes T de l’adulte (ATL).

## Description
Constitution et Structure

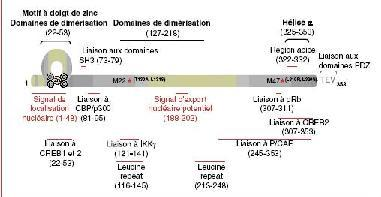
Domaines fonctionnels de Tax

La protéine Tax est constituée de 353 résidus et sa structure présente plusieurs domaines fonctionnels d’interaction protéine-protéine. 
Localisation et expression de Tax

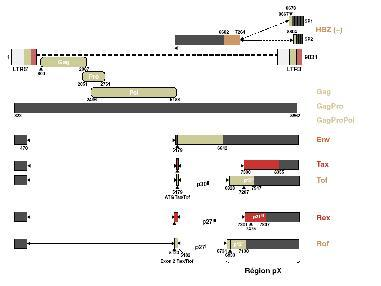
Région pX de HTLV-1

Le génome du virus HTLV-1 code cette protéine. En fait, HTLV-1 est un rétrovirus complexe dont le génome a la propriété de coder des protéines régulatrices en plus des protéines structurales et des enzymes viraux. Ce virus est le seul à être responsable d’un cancer chez l’être humain. Il a la particularité d’avoir deux cadres de lecture supplémentaires par rapport aux autres rétrovirus. Cela constitue la région pX qui code les protéines non-structurales, dont Tax fait partie, qui régulent l’expression du virus et les relations entre le virus et la cellule hôte. En raison de cette dernière fonction, Tax est localisée de façon hétérogène dans la cellule et porte des signaux d’importation et d’exportation du noyau. HLTV-1 sécrète Tax sous forme active.

## Fonctions
Généralités
Tax joue le rôle d’un transactivateur transcriptionnel régulant la prolifération lymphocytaire (lymphocytes T CD4+, en particulier) en rendant celle-ci incontrôlée, ce qui a pour effet de dérégler le cycle cellulaire, les processus mitotiques et apoptiques, de même que la réparation de l’ADN. Ainsi, Tax régule la réplication in vitro comme in vivo en recrutant des facteurs de transcription sur le promoteur viral et sur ceux de plusieurs gènes cellulaires. Pour agir, cette protéine a besoin  de s’associer à des protéines cytoplasmiques et nucléaires. En fait, Tax agit à plusieurs endroits et de plusieurs façons. 
Exemples de mécanismes d'action de Tax

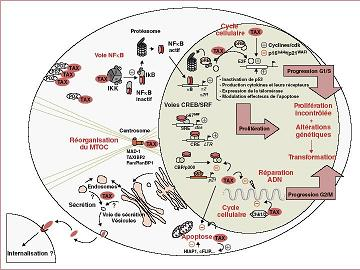
Localisations et fonctions de Tax

Dans le noyau, elle bloque les régulateurs du cycle cellulaire et les complexes de réparation de l’ADN, ce qui provoque une instabilité génétique. De plus, c’est à cet endroit qu’elle s’associe à des facteurs de transcription dans le but d’augmenter la transcription de gènes afin d’engendrer la prolifération cellulaire monoclonale des lymphocytes. Dans le cytoplasme, Tax effectue de nombreuses tâches dont la translocation du complexe NFKB vers le noyau où ses signaux d’importation et d’exportation nucléaire lui sont utiles. Ce déplacement active l’expression génique, principalement celle des gènes antiapoptiques. Aussi, Tax bloque les fonctions des protéines centrosomales du cytoplasmes liées à l’apoptose. Cela provoque l’immortalisation des cellules infectées par le virus. Tax a aussi la capacité d’être internalisée par les cellules cibles grâce à la voie de la sécrétion. Par contre, toutes ces interactions de Tax qui perturbent l’équilibre ont des conséquences sur cette dernière. Ainsi, un équilibre entre les réactions d’ubiquitinylation survenant dans le cytoplasme et de sumolysation ayant lieu dans le noyau régulent les mécanismes transcriptionnels liés à la capacité de Tax d’activer la voie NFKB. Aussi, la phosphorylation est impliquée dans une boucle de régulation négative de l’activité de Tax. Autrement dit, ses fonctions transactivatrices sont sous le contrôle de protéines de modification post-traductionnelles.

## Pathologies
Transmission du rétrovirus
Le virus HTLV-1 se transmet par trois voies distinctes ; par le sang ou par les résidus sur les seringues, par la mère vers l’enfant ou par rapports sexuels non protégés. En ce qui concerne la transmission de la mère à l’enfant, elle se produit très rarement durant l’accouchement, c’est principalement l’allaitement prolongé qui la provoque. Ainsi, interrompre l’allaitement après trois mois lorsqu’on est porteur du virus est un bon moyen de prévention. En ce qui concerne  les rapports sexuels, il est bon de savoir que le virus est plus facilement transmissible de l’homme vers la femme que l’inverse. De ce fait, le ratio de cas d’infections est plus élevé chez les femmes que chez les hommes.

Leucémie à lymphocytes T de l’adulte
La principale pathologie associée à HTLV-1 est la leucémie à lymphocytes T de l’adulte qui se caractérise par une très longue période de latence (20 à 30 ans) et par une susceptibilité aux infections opportunistes. Lorsque déclarée, cette maladie ne prend habituellement que quelques mois pour causer la mort. Par contre, seules 2 à 5 % des personnes porteuses du virus le développeront. Toutefois, certaines zones ont une forte concentration d’infections tel le Japon, les Caraïbes, l’Afrique centrale et l’Amérique de Sud. Cette pathologie se présente sous trois formes dont celle aiguë caractérisée par la présences de cellules leucémiques dans le sang, d’atteintes cutanées et/ou osseuses  et par une hypercalcémie. La forme subaiguë quant à elle ne présente que des lésions cutanées et beaucoup moins de cellules infectées dans le sang. La troisième forme, lymphomateuse, est très rare et plutôt particulière, car elle n’a pas de cellules leucémiques, ce sont les organes lymphoïdes qui sont atteints. En réaction à l’infection, les lymphocytes T CD4+ infectés seront la cible des lymphocytes cytotoxiques. Jusqu’à présent aucun vaccin n’a été mis au point, seules les interventions comme les greffes allogéniques permettent d’améliorer l’état des personnes infectées ; d’où l’intérêt d’approfondir les connaissances sur la protéine Tax puisque cette dernière a un rôle primordial dans la prolifération du virus.

Neurologiques et neuroinflamatoires
Une autre pathologie est associée à ce virus et elle porte de nombreux noms. Elle est souvent nommée paraparésie spastique tropicale ou myélopathie ou encore neuromyélopathie. Quoi qu’il en soit il s’agit de troubles neurologiques et neuroinflamatoires tardifs et chroniques. Ces troubles affectent d’abord les membres inférieurs et les complications sont presque toujours liées à d’autres infections. On suspecte que la libération de Tax par les lymphocytes est toxique sur les cellules nerveuses. Cette hypothèse n’est pas confirmée, mais elle montre à quel point il est important d’approfondir les recherches sur les mécanismes et rôles de la protéine Tax.

## Identité de Tax sur différentes banques de données
- CJeang, KT. "Functional activities of the human T-cell leukemia virus type I Tax oncoprotein: cellular signaling through NF-kappa B" dans Cytokine Growth Factor Rev, vol.12, no.2-3, 2001, pages 207-217. PMID 11325603
- Nasr, R. & al. "Tax ubiquitylation and sumoylation control critical cytoplasmic and nuclear steps of NF-kappaB activation" dans Blood, vol.107, no.10, 2006, pages 4021-4029. PMID 16424386
- Refseq p40 "Human T-lymphotropic virus 1"  NP_057864
- Yasunaga J, Matsuoka M. "HTLV-I and leukemogenesis" dans Uirusu, vol.56, no.2, 2006, pages 241-249. PMID 17446673
- Yongjun Fan & al. Cell Metabolism : Molecular Basis of Oncogenesis by NF-κB: From a Bird's Eye View to a Relevant Role in Cancer, chapitre Constitutive Rel/NF-κB Activity Is a Hallmark of Many Human Cancers, Eurekah bioscience collection dans Bookshelf, Activation by Other Kinases, Oncogenes and Viruses